# سيرجيو سيينا
سيرجيو سيينا (بالإسبانية: Sergio Sena)‏ (25 أغسطس 1982 ببوينس آيرس في الأرجنتين - ) هو لاعب كرة قدم أرجنتيني في مركز الوسط. لعب مع أرسنال ساراندي وتاليريس وتيرو فيديرال وفيليز سارسفيلد وIndependiente Rivadavia ‏ وGimnasia y Esgrima de Concepción del Uruguay ‏ وسارمينتو دي خونين.

## وصلات خارجية
- سيرجيو سيينا على موقع قاعدة بيانات كرة القدم.إي يو (الإنجليزية)